# Japanischer Fußball-Supercup 2017
Der japanische Fußball-Supercup 2017 wurde am 18. Februar 2017 zwischen dem J1 League-Gewinner 2016 und Kaiserpokal-Sieger 2016 Kashima Antlers sowie dem Vizemeister Urawa Red Diamonds ausgetragen. Die Antlers gewannen hierbei ihren insgesamt sechsten Superpokal.
Kurz vor Ende der ersten Halbzeit brachte Yasushi Endō Kashima mit zwei Treffern in der 39. und 43. Minute in Führung. Mitte der zweiten Halbzeit gelang Urawa jedoch innerhalb von weniger als 120 Sekunden durch Tore von Shinzō Kōroki (74.) und Yūki Mutō (75.) der Ausgleich. Der eingewechselte Yūma Suzuki stellte schließlich sieben Minuten vor Schluss den Sieg für die Antlers sicher.

## Spielstatistik
| Paarung            | Kashima Antlers – Urawa Red Diamonds |
| Ergebnis           | 3:2 (2:0) |
| Datum              | 18. Februar 2017 um 13:35 Uhr |
| Stadion            | Nissan-Stadion, Yokohama, Kanagawa |
| Zuschauer          | 48.250 |
| Schiedsrichter     | Hiroyuki Kimura |
| Tore               | 1:0 Yasushi Endō (38.) 2:0 Yasushi Endō (43.) 2:1 Shinzō Kōroki (74., Elfmeter) 2:2 Yūki Mutō (75.) 3:2 Yūma Suzuki (83.) |
| Kashima Antlers    | Kwoun Sun-tae – Daigo Nishi, Naomichi Ueda, Gen Shōji, Yūto Misao (82. Shūto Yamamoto) – Mitsuo Ogasawara , Léo Silva (69. Ryōta Nagaki), Yasushi Endō, Shōma Doi, Pedro Júnior – Mū Kanazaki (65. Yūma Suzuki) Cheftrainer: Masatada Ishii                                     |
| Urawa Red Diamonds | Shūsaku Nishikawa – Ryōta Moriwaki, Wataru Endō, Tomoya Ugajin – Yoshiaki Komai (64. Kazuki Nagasawa), Takuya Aoki, Yūki Abe , Daisuke Kikuchi (64. Takahiro Sekine), Yūki Mutō, Tadanari Lee (46. Shinzō Kōroki) – Zlatan Ljubijankič Cheftrainer: Michael Petrović ( Serbien) |
| Gelbe Karten       | Léo Silva (40.), Mitsuo Ogasawara (56.), Yūma Suzuki (90.+4') – Takuya Aoki (24.), Zlatan Ljubijankič (90.+2') |

### Auswechselspieler
| Auswechselspieler | Auswechselspieler |
| --- | --- |
| Kashima Antlers | Urawa Red Diamonds |
| - Hitoshi Sogahata - Shūto Yamamoto (82.) ▲ - Kōki Machida - Ryōta Nagaki (69.) ▲ - Leandro - Takeshi Kanamori - Yūma Suzuki (65.) ▲ | - Tetsuya Enomoto - Daisuke Nasu - Tadaaki Hirakawa - Takahiro Sekine (64.) ▲ - Kazuki Nagasawa (64.) ▲ - Shin’ya Yajima - Shinzō Kōroki (46.) ▲ |